# Гіллсвілл (Джорджія)
Гіллсвілл (англ. Gillsville) — місто (англ. city) в США, в округах Голл і Бенкс штату Джорджія. Населення — 306 осіб (2020).

## Географія
Гіллсвілл розташований за координатами 34°18′29″ пн. ш. 83°38′23″ зх. д. / 34.30806° пн. ш. 83.63972° зх. д. (34.308109, -83.639627).  За даними Бюро перепису населення США в 2010 році місто мало площу 2,93 км², з яких 2,92 км² — суходіл та 0,00 км² — водойми.

## Демографія
Згідно з переписом 2010 року, у місті мешкало 235 осіб у 82 домогосподарствах у складі 69 родин. Густота населення становила 80 осіб/км².  Було 98 помешкань (33/км²).
Расовий склад населення:
| - 98,3 % — білих - 0,4 % — чорних або афроамериканців |

До двох чи більше рас належало 1,3 %. Частка іспаномовних становила 1,7 % від усіх жителів.
За віковим діапазоном населення розподілялося таким чином: 27,2 % — особи молодші 18 років, 56,6 % — особи у віці 18—64 років, 16,2 % — особи у віці 65 років та старші. Медіана віку мешканця становила 40,1 року. На 100 осіб жіночої статі у місті припадало 113,6 чоловіків;  на 100 жінок у віці від 18 років та старших — 119,2 чоловіків також старших 18 років.
Середній дохід на одне домашнє господарство  становив 63 006 доларів США (медіана — 46 875), а середній дохід на одну сім'ю — 71 231 долар (медіана — 68 929). За межею бідності перебувало 8,7 % осіб, у тому числі 15,0 % дітей у віці до 18 років та 5,7 % осіб у віці 65 років та старших.
Цивільне працевлаштоване населення становило 101 осіб. Основні галузі зайнятості: освіта, охорона здоров'я та соціальна допомога — 20,8 %, фінанси, страхування та нерухомість — 16,8 %, роздрібна торгівля — 11,9 %, виробництво — 11,9 %.